# ゴーストフレンズ
『ゴーストフレンズ』は、2009年4月2日から6月11日までNHKのドラマ8で放送されたテレビドラマ。全10話。

## あらすじ
交通事故がきっかけでゴースト（幽霊）が見えるようになった女子高生の明日香は、心残りを抱えるゴーストたちの役に立とうと奮闘していた。そんなある日、自分と同じ能力をもった青年のカイトと出会う。しかし、彼は人間の姿をしたゴーストだった……。

## 登場人物
神谷明日香 - 福田沙紀（幼少期 - 松本春姫）
交通事故がきっかけでゴーストが見える体質になってしまう。元々頼まれると断れない性格のため、どうにか役に立とうと奮闘。やがて、カイトに思いを寄せるようになる。
高校では美術に所属し、美術大学を目指している（第5話では画家のゴースト・幸平にレッスンをしてもらう）。
第9話の後半から最終話にかけてゴーストにさらわれる。
最終話では過去の記憶の中でのタイムスリップ時に幼少期に亡くなった祖母から「あなたにはゴーストが見える。でも、お友達」と言われていたことが判明。そして、憧れの美大に進学。
7年後、個展を開き、その絵の中にカイトと美空が海辺で手をつないでいる絵を描いた。
速水カイト - 西島隆弘
人間の姿をしているが、実はゴースト（一度死んだ自分の肉体に憑依しているので、厳密にはゾンビ）。人間界に留まる恋人のゴースト・美空を連れ戻すためにやってきた。
最終回で、アンナから「あなたは事故より後に死ぬはずだった。それが今日」と告白される。また、自身が脳腫瘍を患い、事故に遭った日に美空に別れを言うつもりだったと衝撃の事実を告白。その後、美空と共に昇天。
本郷美空 - 入山法子
カイトの恋人。彼女もゴースト。明日香たちが遭った交通事故にカイトと巻き込まれた。
人間界では生者への憑依を繰り返して好き勝手に行動している。
第8話頃から、明日香と同じ能力を持つ少年少女を誘拐するように仕向けていた。
最終話で昇天する。
神谷孝太郎 - モト冬樹
明日香の父親。料理教室を営む料理研究家。
神谷聖子 - 友近
明日香の母親。ゴースト。6年前に他界。遺された家族を心配する余り、そのまま自宅へと留まる霊となる。
神谷武志 - 入江甚儀
明日香の弟。あやかに思いを寄せている。
小野あやか - 片瀬那奈
明日香がアルバイトをしているカフェ＋雑貨店「マージュ」のオーナー店長。かつて明日香と同様にゴーストが見えた身。
柴田ナオ - 渋谷飛鳥
明日香のクラスメイト。
永井拓海 - 川久保拓司
明日香が通う高校のサッカー部のキャプテン。青山ミクとつき合っていたが、ミクが事故死したため、明日香とは“友達関係で”付き合うようになる。
青山ミク - 水崎綾女
明日香の親友。事故死してゴーストとなっているが、良き相談相手。
三島ユイ - 愛衣
明日香の親友。ミクと同じゴースト。3人で遭った交通事故の際、明日香だけが生き残った。
新庄辰巳 - 岡田義徳
明日香の高校の教師。担当教科は英語。美術部の顧問も務める。
橘真知子 - 中山恵
明日香の担任。担当教科は古文。
橋本冬美 - 愛実
速水カイトと同じ会社に勤めているOL。実はカイトのことが好きでよくカイトにサプリメントをあげている。
アンナ - 鰐淵晴子
人間界と幽霊界の境にいるゲートキーパー。彼女自身もゴースト。

### ゲスト
全てゴースト、またはゴーストに憑かれた人。
高橋ケンタ - 吉川史樹（第1話）
いたずらを重ねる少年だが、その理由は…。
小牧香菜子 ‐ 富田麻帆（第1話）
岡本 ‐ 尾美としのり（第2話）
美空に唆されて人間に憑依。世の中をよくしたい余りに行き過ぎた行動をする。
青木梅子 - しのへけい子（第2話）
隆弘 - 村杉蝉之介（第3話）
「マージュ」のあやかに想いを寄せ、マジシャンやミュージシャン（ダイアモンド☆ユカイ）などに次々に憑依しては言い寄りに来店する。
元レディース・温子 - 吉田羊（第3話）
永井花代 - 島かおり（第4話）
拓海の祖母。かつての恋人・石山正造（石濱朗）に思いを寄せて、ある願いを果たすために「マージュ」に来店。
拓海の母 ‐ 山崎千惠子（第4話）
坂上新太郎 ‐ 魁三太郎（第4話）
西園寺幸平 - マギー（第5話）
幼馴染である井上昌子（桃生亜希子）と同じ幼馴染の西宮信二（星野源）との仲を取り成す行動をする。
沢村泉 - 横山めぐみ（第6話）
柴田ナオの亡くなった母。ナオに自分の遺産を渡そうと明日香に助けを求める。
幸子 - 梅沢昌代（第6話）
泉に雇われていた家政婦。
山城ケイ - 荒井萌（第7話）
両親も亡くなり、一人ぼっちで暮らしている姉・静香（大平奈津美）を心配し、明日香に助けを求めてくる。
大介 - ヨシダ朝（第8-最終話）
中吉 - 土平ドンペイ（第8-最終話）
小太郎 - 瀧川英次（第8-最終話）
明日香を誘拐しようとする謎の3人組のゴーストたち。
黒部 - 正名僕蔵（第9-最終話）
元刑事。かつての同僚で現在はタクシー運転手の佐藤秀美（小市慢太郎）に憑依して、自分を撃った男を捜している際に明日香たちに出会う。
落語家 - 古今亭菊生（第9話）
明日香の祖母 - 泉晶子（最終話）
明日香の回想中（幼少期）に登場。
理沙 - 紗綾（最終話）
明日香の個展の受付の女の子。明日香と同じようにゴーストが見える。

## スタッフ
- 作：高橋留美・増本庄一郎 ほか
- 音楽：窪田ミナ
- 演出：笠浦友愛・梛川善郎・山下白・田中英治（NHKエンタープライズ）
- 制作統括：谷口卓敬（NHKエンタープライズ）・遠藤理史（NHK）

## 主題歌
- ゆず「逢いたい」（セーニャ・アンド・カンパニー）

## 放送日程
| 各話                                           | 放送日  | サブタイトル           | 視聴率 |
| ---------------------------------------------- | ------- | ---------------------- | ------ |
| 第1回                                          | 4月02日 | 私、見えるんです       | 4.1%   |
| 第2回                                          | 4月09日 | 好きになっちゃダメ?    | 3.7%   |
| 第3回                                          | 4月16日 | 危険な片思い           | 3.9%   |
| 第4回                                          | 4月23日 | 恋のゴーストのど自慢   | 3.8%   |
| 第5回                                          | 4月30日 | 必勝! 恋のデッサン講座 | 3.1%   |
| 第6回                                          | 5月14日 | 最後のプレゼント       | 3.5%   |
| 第7回                                          | 5月21日 | ずっとそばに           | 4.4%   |
| 第8回                                          | 5月28日 | 守ってあげたい         | 3.1%   |
| 第9回                                          | 6月04日 | 最後の手がかり         | 3.3%   |
| 最終回                                         | 6月11日 | さよなら、ゴーストたち | 3.1%   |
| 平均視聴率3.6%（ビデオリサーチ調べ・関東地区） |         |                        |        |

- 第6回は当初5月7日に放送される予定だったが、日本の、これから（テーマは未婚社会。当初の放送予定だった5月1日が新型インフルエンザ関連の緊急報道特別番組に差し替えた）を放送するため、休止となりその後の放送予定が1週繰り下げられた。